# Gattières
Gattières – miejscowość i gmina we Francji, w regionie Prowansja-Alpy-Lazurowe Wybrzeże, w departamencie Alpy Nadmorskie.
Według danych na rok 1990 gminę zamieszkiwało 2997 osób, a gęstość zaludnienia wynosiła 299 osób/km² (wśród 963 gmin regionu Prowansja-Alpy-W. Lazurowe Gattières plasuje się na 203. miejscu pod względem liczby ludności, natomiast pod względem powierzchni na miejscu 694.).